# حركة التزام وصحوة المواطنين
حركة التزام وصحوة المواطنين (بالفرنسية: Mouvement pour l'engagement et le réveil des citoyens)‏، هو حزب سياسي في بنين بقيادة سيفيرين ادجوفي.
في انتخابات 1999 البرلمانية، حصل الحزب على مقعدين في الجمعية الوطنية لكل من أمادو أسوما وساكا موسيديكو فيكارا.